# 1807年禁运法案
《1807年禁运法案》（Embargo Act of 1807）是美国颁布的一项经济法案，旨在于英国和法国的贸易争霸中，维持自己的中立地位和主权。然而美国的经济随着禁运法的颁布而下降，法案最终于1809年宣布取消。史学家对法案主要持褒扬态度。